# Florence (Wisconsin)
Pour les articles homonymes, voir Florence (homonymie).
La ville de Florence est le siège du comté de Florence, dans le Wisconsin, aux États-Unis. Sa population s’élevait à 2 319 habitants lors du recensement de 2000.